# Origins (album Imagine Dragons)
Origins – czwarty album studyjny amerykańskiego zespołu Imagine Dragons, wydany 9 listopada 2018 roku przez wytwórnię Interscope Records, należącą do Universal Music Group.

## Lista utworów
| Edycja standardowa | Edycja standardowa | Edycja standardowa |
| Nr                 | Tytuł utworu       | Długość            |
| ------------------ | ------------------ | ------------------ |
| 1.                 | „Natural”          | 3:09               |
| 2.                 | „Boomerang”        | 3:07               |
| 3.                 | „Machine”          | 3:01               |
| 4.                 | „Cool Out”         | 3:37               |
| 5.                 | „Bad Liar”         | 4:20               |
| 6.                 | „West Coast”       | 3:37               |
| 7.                 | „Zero”             | 3:30               |
| 8.                 | „Bullet in a Gun”  | 3:24               |
| 9.                 | „Only”             | 3:00               |
| 10.                | „Digital”          | 3:21               |
| 11.                | „Stuck”            | 3:10               |
| 12.                | „Love”             | 2:46               |
|                    |                    | 40:02              |

| Cyfrowa edycja Deluxe | Cyfrowa edycja Deluxe | Cyfrowa edycja Deluxe |
| Nr                    | Tytuł utworu          | Długość               |
| --------------------- | --------------------- | --------------------- |
| 1.                    | „Birds”               | 3:39                  |
| 2.                    | „Burn Out”            | 4:33                  |
| 3.                    | „Real Life”           | 4:07                  |
|                       |                       | 12:19                 |

| Fizyczna edycja Deluxe | Fizyczna edycja Deluxe      | Fizyczna edycja Deluxe |
| Nr                     | Tytuł utworu                | Długość                |
| ---------------------- | --------------------------- | ---------------------- |
| 1.                     | „Born to Be Yours (z Kygo)” | 3:13                   |
|                        |                             | 3:13                   |

## Notowania i certyfikaty
| Lista przebojów (2018)                 | Najwyższa pozycja |
| -------------------------------------- | ----------------- |
| Australia (ARIA Charts)                | 4                 |
| Austria (Ö3 Austria Top 40)            | 2                 |
| Belgia (Ultratop 200 Albums, Flandria) | 6                 |
| Belgia (Ultratop 200 Albums, Walonia)  | 7                 |
| Czechy (ČNS IFPI)                      | 2                 |
| Dania (Hitlisten)                      | 6                 |
| Finlandia (Suomen virallinen lista)    | 4                 |
| Francja (SNEP)                         | 5                 |
| Hiszpania (PROMUSICAE)                 | 6                 |
| Holandia (MegaCharts)                  | 3                 |
| Irlandia (IRMA)                        | 11                |
| Kanada (Billboard Canadian Albums)     | 1                 |
| Meksyk (AMPROFON)                      | 4                 |
| Niemcy (GfK Entertainment)             | 6                 |
| Norwegia (VG-Lista)                    | 2                 |
| Nowa Zelandia (Recorded Music NZ)      | 3                 |
| Polska (OLiS)                          | 7                 |
| Portugalia (AFP)                       | 3                 |
| Szwajcaria (Alben Top 100)             | 2                 |
| Szwecja (Sverigetopplistan)            | 2                 |
| USA (Billboard 200)                    | 2                 |
| Węgry (MAHASZ)                         | 10                |
| Wielka Brytania (UK Albums Chart)      | 9                 |
| Włochy (FIMI)                          | 5                 |

| Kraj                  | Certyfikat         | Sprzedaż |
| --------------------- | ------------------ | -------- |
| Francja (SNEP)        | platynowa płyta    | 100 000+ |
| Polska (ZPAV)         | 4x platynowa płyta | 80 000+  |
| Wielka Brytania (BPI) | srebrna płyta      | 60 000+  |
| Włochy (FIMI)         | złota płyta        | 25 000+  |